# Worth, Herzogtum Lauenburg
Worth là một đô thị thuộc huyện Lauenburg, trong bang Schleswig-Holstein, Đức. Đô thị Worth, Herzogtum Lauenburg có diện tích 6,07 km², dân số thời điểm ngày 31 tháng 12 năm 2006 là 168 người.